# Melvin Adrien
Melvin Adrien, né le 30 août 1993 au Port, est un footballeur international malgache qui évolue au poste de gardien de but au Thonon-Évian FC.

## Biographie

### En équipe nationale
Il reçoit sa première sélection en équipe de Madagascar le 11 novembre 2017, en amical contre les Comores (1-1). Il est ensuite sélectionné pour un match amical en 2019 face au Luxembourg et devient le gardien principal depuis la CAN 2019.